# Амиршахи, Нурмухаммад
Нурмухаммад Амиршахи (Амиршаев Нурмухаммад Курбанович, также известен под псевдонимом Ибн Курбан; род. 26 сентября 1958, Ходжа-Исхак, Кулябский район) — таджикский историк. Кандидат исторических наук (1996). Лауреат Международной премии Фонда Манучехра Фарханги (2012), Заслуженный деятель Таджикистана (2023). Главный редактор Таджикской национальной энциклопедии (2012).

## Биография
Нурмухаммад Амиршахи родился 26 сентября 1958 года в селе Хаджа Исхак Кулябского района. С 1965 по 1975 год учился в средней школе этого села. С 1976 по 1978 год художник-оформитель Ленинградского колхоза Кулябского района. В 1983 году окончил факультет истории Таджикского государственного университета имени В. И. Ленина.

## Работа и деятельность

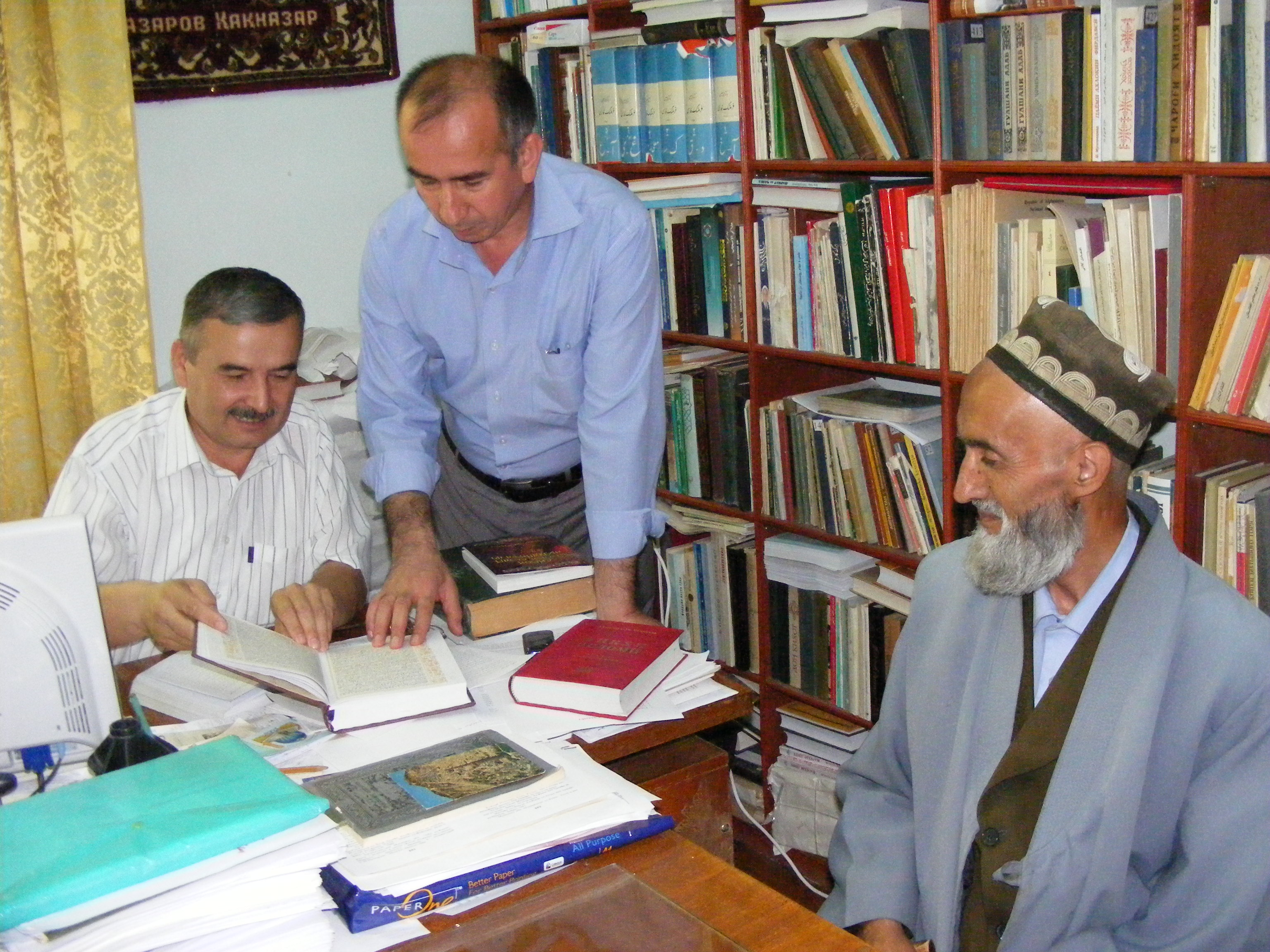
Сотрудники Института востоковедения и письменного наследия: Нурмухаммад Амиршахи (слева), Саиднуриддин Шахабуддинов (справа)

С 1983 г. по февраль 2012 г. работал в Институте востоковедения, затем в Институте языка, литературы, востоковедения и письменного наследия АН РТ от старшего лаборанта до ведущего научного сотрудника.
С февраля 2012 года по настоящее время является главным редактором Научной редакции Таджикской национальной энциклопедии.

## Научная деятельность
В 1996 году защитил диссертацию на тему «Государство Куртидов». Основными направлениями его научной деятельности являются изучение историко-культурных вопросов таджикского народа в исторической географии Афганистана, Ирана, Средней Азии и соседних с ними стран в древности, особенно в Средние века и Новое время.
Благодаря его исследованиям, изучение истории средневекового таджикского государства — Гуридов в Таджикистане было расширено и в большей степени включено в учебники средних и высших школ страны; впервые было изучено и включено в научно-просветительские круги Таджикистана. Таджикское государство Куртидов, впервые изучен и рассмотрен глобальный вклад таджиков; исследовал и опубликовал таджикскую национальную историографию; По его предложению были возрождены и реализованы на государственном уровне ряд национальных ценностей, а также он принимал активное участие в популяризации истории, цивилизации и культуры таджикского народа через средства массовой информации и научно-общественные встречи.

## Работы
Нурмухаммад Амиршахи написал и исследовал более 20 больших книг, в том числе «Государственность таджиков в IX—XIV веках», «История таджиков, XI—XIV века», «Раузат ас-сафа» Мирхонда популярно. Он также написал книги «На перекрестке упадка и возрождения древней нации» и «Проституция и освобождение» под псевдонимом Ибн Курбан. Под его руководством и непосредственным участием разработаны и изданы по прямому указанию Президента Таджикистана 11 книг из цикла великих исламских произведений. Под руководством и инициативой Нурмухаммада Амиршахи изданы девять томов «Таджикской национальной энциклопедии», шесть томов «Энциклопедии культуры таджикского народа», «Краткая энциклопедия детей и подростков», энциклопедия «Познание и обучение» (для дошкольных детей) были опубликованы на высоком научном уровне. Он впервые с привлечением группы ученых перевел на кириллицу 16-томную книгу «История Табари» и издал ее с дополнительными исследованиями.

## Награды
В 2012 году ему была присуждена Международная премия Фонда Манучехра Фарханги (США).